# 御霊町 (神戸市)
御霊町（ごりょうちょう）は、兵庫県神戸市垂水区の町名。郵便番号は655-0024。

## 地理
垂水区南部の西垂水地区（旧西垂水村）に位置する。東は川原、北は清水通、南は日向、西は瑞ケ丘に接する。

## 交通

### バス
- 山陽バス - 町内に停留所は存在しない。
- 神戸市バス - 同じく停留所は存在しない。